# Municipio de Upper Tulpehocken
El municipio de Upper Tulpehocken (en inglés: Upper Tulpehocken Township) es un municipio ubicado en el condado de Berks en el estado estadounidense de Pensilvania. En el año 2000 tenía una población de 1.495 habitantes y una densidad poblacional de 25.3 personas por km².

## Geografía
El municipio de Upper Tulpehocken se encuentra ubicado en las coordenadas 40°30′30″N 75°45′09″O / 40.50833, -75.75250.

## Demografía
Según la Oficina del Censo en 2000 los ingresos medios por hogar en la localidad eran de $45,469 y los ingresos medios por familia eran $50,188. Los hombres tenían unos ingresos medios de $35,403 frente a los $26,583 para las mujeres. La renta per cápita para la localidad era de $18,699. Alrededor del 7,5% de la población estaba por debajo del umbral de pobreza.